# Гагаузы в Румынии
Гагаузы Румынии (рум. Găgăuzii din România, гаг. Gagauzlar) — одно из старейших этнических меньшинств в Румынии. Их поселения в основном сосредоточены в Добрудже (на самом юго-востоке Румынии), а их религией является православие.

## История
Добруджа и Делиорман регионы, в которых гагаузы известны с XIII века.
К началу XIX века, число гагаузов в Добрудже было ещё очень высоким. В период когда земли Бессарабии перешли к Российской империи (1812 г.), небольшая часть гагаузов мигрировали из Добруджи в Бессарабию, привлечённые привилегиями, они освобождались от воинской службы и уплаты налогов предоставленными царским правительством, и возможностью уйти из охваченной войной и бандитским террором балканского полуострова. Оставшаяся основная часть населения в Добрудже (северо-восток Болгарии и юго-восток Румынии) ассимилировалась.

## Ассимиляция
Ассимиляции гагаузов сильно способствовали власти Румынии, России, Болгарии. Такие процессы происходили и в период румынского «Освобождения Бессарабии» 1918—1944 годов.
НКВД СССР в период с 1940−1941 год в Бессарабии проводили массовые чистки среди гагаузов, под лозунгами «враги народа» сотрудники НКВД подвергли репрессиям сотни семей гагаузов. Гагаузы впервые были привлечены к воинской повинности в СССР, в период Советской оккупации гагаузов заставляли говорить на русском языке и запрещали общаться на родном. Румыния также была сторонником ассимиляции гагаузов. Много гагаузов тогда в отчаянии подались в Латинскую Америку (Бразилия и т. д.). Румынский лидер Антонеску разработал план депортации гагаузов за Днестр, чтобы на их место переселить румын. Только поражение под Сталинградом остановило его реализацию. Сейчас в Румынии проживает много этнических гагаузов, но из-за процессов румынизации они себя считают румынами.

## Поселения
В 1930 году Тулчинском и Констанцском уезде число гагаузов составляло около 1000 человек, в том числе 752 человек в Констанце. В переписи 2002 года гагаузов в Румынии было — 45 человек. В уезде Тулча наиболее большими поселениями гагаузов являются Бейдауд, Стежару, Аджигиол и Извоареле. В Констанцском уезде поселениями гагаузов являются Вама-Веке (Yılanlık), Негру-водэ (Kara Ömer), Тэтарул (Azaplar), Шипотеле (Göl-Punar), Пэдурени (Nastradin), Топраисар, Чернаводэ, Текиргёл, Мангалия, Констанца.

## Известные личности
- Алекса́ндру Авере́ску — румынский военный, государственный и политический деятель.
- Ла́скэр Катарди́жу  — румынский государственный деятель; неоднократно занимал пост премьер-министра: дважды в Объединённом княжестве Валахии и Молдавии (1866 и 1871—1876) и дважды в Королевстве Румыния (1889 и 1891—1895).
- Дионис Николаевич Танасоглу — молдавский гагаузский поэт, прозаик, драматург, фольклорист, автор первого романа гагаузской литературы.
- Михаил Николаевич Губогло — советский и российский историк и этнолог.
- Дмитрий Карачобан — гагаузский советский поэт, прозаик, живописец и кинорежиссёр.
- Глеб Драган — румынский академик, инженер, член Румынской академии (2004).
- Владимир Каварнали — румынский детский писатель, поэт и переводчик.